# Позоев, Георгий Аветикович
Георгий Аветикович Позоев (20 октября 1858 — не ранее 1918) — генерал-майор Российской императорской армии. Участник русско-турецкой и Первой мировой войн. Кавалер Ордена Святого Георгия 4-й степени (1917). После Октябрьской революции перешёл на службу в Красную армию. Младший брат Леона и Рубена Позоевых

## Биография

### Происхождение и семья
Георгий Позоев родился 20 октября 1858 года в дворянской семье армяно-григорианского вероисповедания Позоевых. Дворянский род Позоевых был внесён в список дворянских родов Тифлисской губернии. У Георгия было два старших брата: Леон (1855 — ?) — генерал-лейтенант императорской армии, кавалер Золотого оружия «За храбрость» (1906), после Октябрьской революции служил в Красой армии и Рубен (1856 — ?) — генерал-майор императорской армии, кавалер ордена Святого Георгия 4-й степени (1918).

### Служба
Базовое образование получил в 2-й Московской военной гимназии, после чего 16 августа 1876 года. В 1878 году окончил 3-е военное Александровское училище, из которого бы выпущен служить в чине прапорщика со старшинством с 16 апреля 1878 года и направлен служить в 3-ю резервную артиллерийскую бригаду.
Участвовал в русско-турецкой войне 1877—1878. 20 декабря 1879 года получил старшинство в чине подпоручика, 18 декабря 1880 года — старшинство в чине поручика, 23 ноября 1888 — старшинство в чине штабс-капитана, 25 июля 1895 года — старшинство в чине капитана, 6 сентября 1901 года — старшинство в чине подполковника, 1 августа 19190 года — в чине полковника. В течение 8 лет, 11 месяцев и 24 дней командовал батареей. Затем обучался в Офицерской артиллерийской школе, которую окончил с оценкой «успешно». С 1 августа 1910 года по 22 октября 1915 года был командиром 2-го дивизиона 3-й гренадерской артиллерийской бригады.
Принимал участие в Первой мировой войне. 22 января 1915 года «за отличия в делах» был произведён в генерал-майоры со старшинством с 8 мая 1915 года. С 22 октября 1915 года по 11 января 1916 года был командующим тем же дивизионом. 11 января 1916 года стал командиром 46-й артиллерийской бригады. 23 июня 1917 года назначен инспектором артиллерии 33-го армейского корпуса.
После Октябрьской революции служил в Красной армии.

## Награды
Георгий Аветикович Позоев был удостоен следующих наград:
- Орден Святого Георгия 4-й степени (Высочайший приказ от 27 января 1917);
- Орден Святого Владимира 3-й степени (1912); мечи к ордену (4 января 1915);
- Орден Святого Владимира 4-й степени (дата награждения орденом неизвестна); мечи и бант к ордену (Высочайший приказ от 3 августа 1915);
- Орден Святой Анны 2-й степени (1902);
- Орден Святого Станислава 2-й степени (1896).